# Elgonidium laevigatum
Elgonidium laevigatum es una especie de coleóptero de la familia Anthicidae.

## Distribución geográfica
Habita en Kenia.